# Blanche Funch
Blanche Maria Adelaide Funch (* 11. Juni 1910 in Kopenhagen; † 28. Januar 1989) war eine dänische Schauspielerin.

## Leben
Blanche Funch wuchs als Tochter von Christian Holger Funch (1880–1915) und dessen Frau Laurine Marie Frandsen (1890–1949) in Kopenhagen auf. Sie hatte väterlicherseits britische Vorfahren.
Nach ihrem Schulabschluss absolvierte sie von 1928 bis 1932 ihre Schauspielausbildung an der Eleveskole des Königlichen Theaters Kopenhagen, wo sie auch ihr Bühnendebüt als Darstellerin hatte. Als Bühnendarstellerin wirkte sie in zahlreichen Theaterstücken, Operetten, Musicals und in Varieté-Shows mit, so unter anderem auch am Folketeatret, am Betty-Nansen-Theater, am Aarhus Teater oder am Odense Teater, wo sie von 1934 bis 1945 als festes Ensemblemitglied engagiert war. Von 1940 bis 1983 wirkte sie als Schauspielerin vor der Kamera in mehreren Filmen und Fernsehserien mit. Ihre letzte Rolle spielte sie im Jahr 1983 in dem Film Kein schöner Land unter der Regie von Morten Arnfred.
Blanche Funch war in erster Ehe von Januar 1937 bis 1945 mit dem Schauspieler Asmund Rostrup (1915–1983) verheiratet. Aus der Ehe ging ein Sohn hervor, der Schauspieler Hans Rostrup (1937–2005). In zweiter Ehe war sie ab dem 10. November 1947 bis zu ihrem Tod mit dem Schauspieler Pouel Kern verheiratet. Die Ehe blieb kinderlos. Funch starb im Januar 1989 im Alter von 78 Jahren. Ihre Grabstätte befindet sich auf dem Mariebjerg-Kirkegard in Gentofte.

## Filmografie (Auswahl)
- 1940: Sørensen und Rasmussen
- 1947: Hatten er sat
- 1961: Axel und Valborg
- 1964: Innerhalb der Mauern
- 1966: Professor Taranne
- 1978: Else Kant (TV-Miniserie)
- 1983: Kein schöner Land